# Tilletia cynodontis
Tilletia cynodontis är en svampart som beskrevs av Vánky 2001. Tilletia cynodontis ingår i släktet Tilletia och familjen Tilletiaceae.   Inga underarter finns listade i Catalogue of Life.